# Falling (Lucas Hamming)
Falling is een nummer van de Nederlandse muzikant Lucas Hamming uit 2020. Het is de eerste single van zijn derde studioalbum Postponed.
Hamming schreef het nummer in zijn boomhut op Bali. Met de single wil hij een verschuiving maken van de indiepop die hij eerder maakte, naar melodieuze poprock. "Falling" werd een bescheiden succesje in Nederland. Het bereikte de 16e positie in de Tipparade.

## Tracklijst
Muziekdownload
1. "Falling" - 2:54